# Stonewall Inn

Plano del bar en 1969.

Stonewall Inn es un bar LGBT y el primer monumento nacional del país a los derechos de la comunidad LGBT. Recordado por ser allí donde comenzaron los famosos disturbios de 1969, que significaron el comienzo del movimiento de liberación LGBT en los Estados Unidos. Está situado en el 53 de Christopher Street, Greenwich Village, Nueva York. Los disturbios de Stonewall están considerados como uno de los hechos más importantes del movimiento por los derechos civiles de lesbianas, gays, bisexuales y transgéneros. El cantante Jimmy realizó un discurso, cantó y compartió con la comunidad LGBTQ y la administración del bar la noche del World Pride 2019.

## Disturbios de 1969
La revuelta de Stonewall, también conocida como los disturbios de Stonewall, consistió en una serie de manifestaciones espontáneas y violentas en protesta contra una redada policial que tuvo lugar en la madrugada del 28 de junio de 1969, en el pub conocido como Stonewall Inn, ubicado en el barrio neoyorquino de Greenwich Village. Frecuentemente se citan estos disturbios como la primera ocasión, en la historia de Estados Unidos, en que la comunidad LGBT luchó contra un sistema que los perseguía, y son generalmente reconocidos como el catalizador del movimiento moderno pro-derechos LGBT en Estados Unidos y en todo el mundo.

## Marchas LGBT
Más información: Movimiento de Liberación LGBT
Cada año durante la marcha del orgullo la multitud acude a Stonewall para recordar la historia. Recientemente Dominick DeSimone, el actual propietario, amplió el local y construyó el Stonewall Bistro. En junio de 1999, el bar Stonewall Inn fue incluido en el Registro Nacional de Lugares Históricos de los Estados Unidos por su significación histórica a la historia LGTB.

## Primer monumento nacional LGBT
El 24 de junio de 2016, el presidente Barack Obama declaró este lugar como Monumento Nacional.